# モレの丘

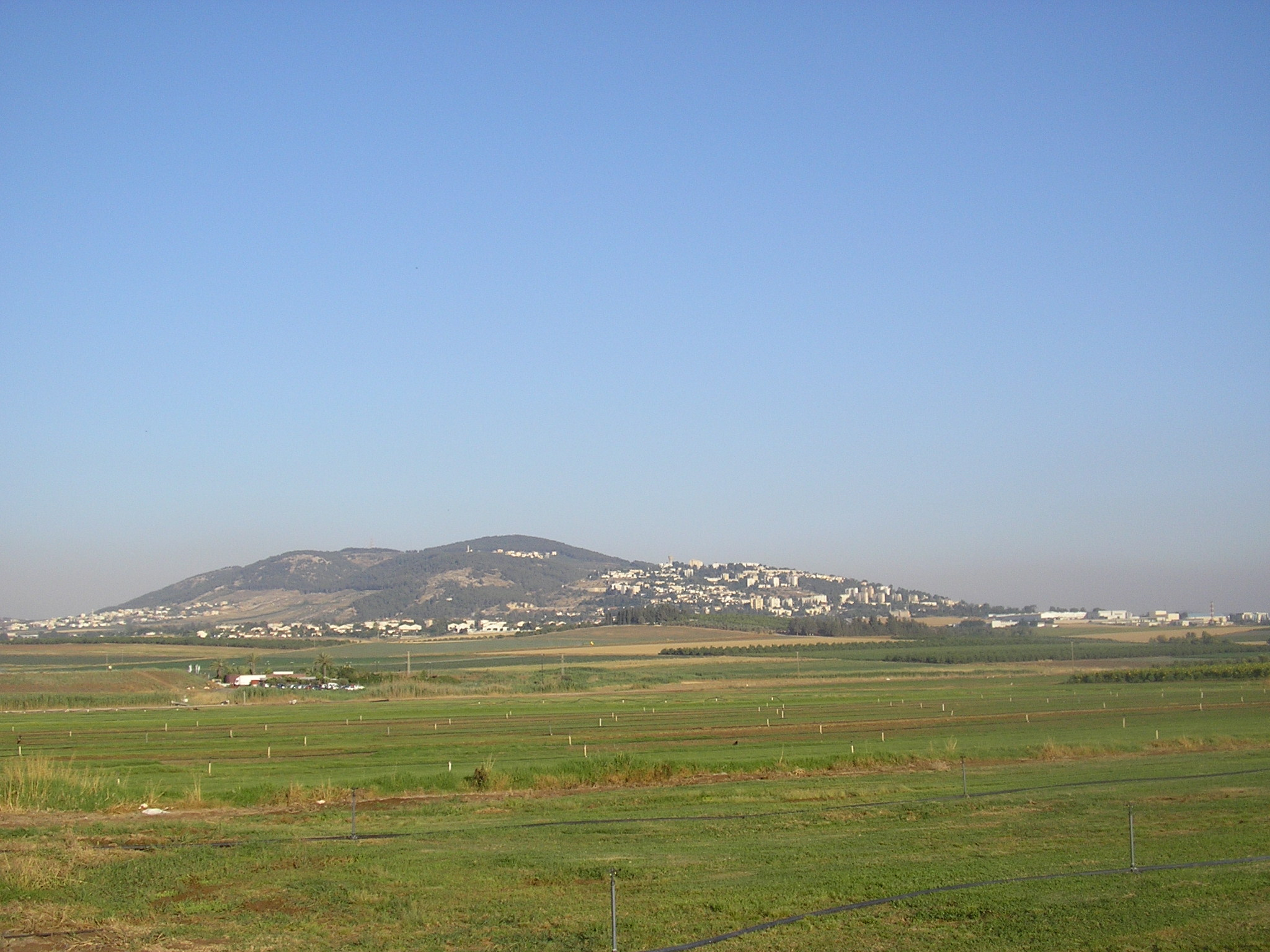
北西から見るモレの丘

モレの丘（モレのおか、ヘブライ語: גבעת המורה＝Giv'at HaMoreh、英語: the Hill of Moreh）は、イスラエルの北部地区にある標高515メートルの山である。

## 地理
エズレル平野の北東にある独立峰。丘とは呼ぶがそれほど小さいものではなく、麓からの比高は400メートルほどもある。平野を隔てて9キロメートル北北西の山地にはナザレの市街地があり、8キロメートル北北東にはタボル山、南にはギルボア山の北端部がある。この平野の主要都市となるアフラの市街地が西麓にある。

## ユダヤ人聖書
モレは『ヘブライ語聖書』（『旧約聖書』）に3回言及があり、創世記12章6節、申命記11章30節、士師記7章1節である。創世記では、
アブラムはその地を旅して、シェケム近くのモレの大きな木の処まで来た。
とある。士師記はギデオンのミデヤン人との戦いに関係している 。

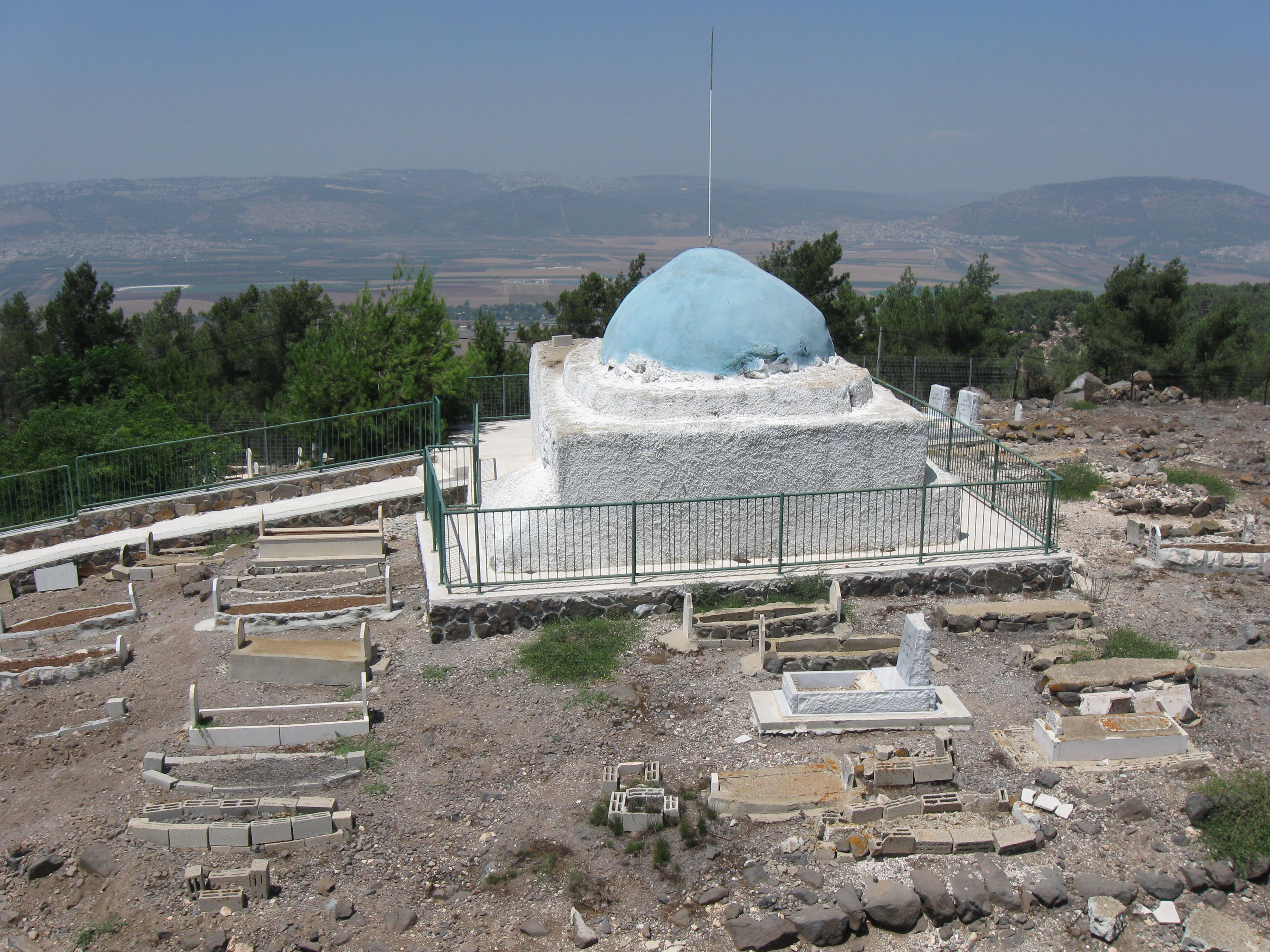
モレの丘上のイスラム教のダヒ預言者廟

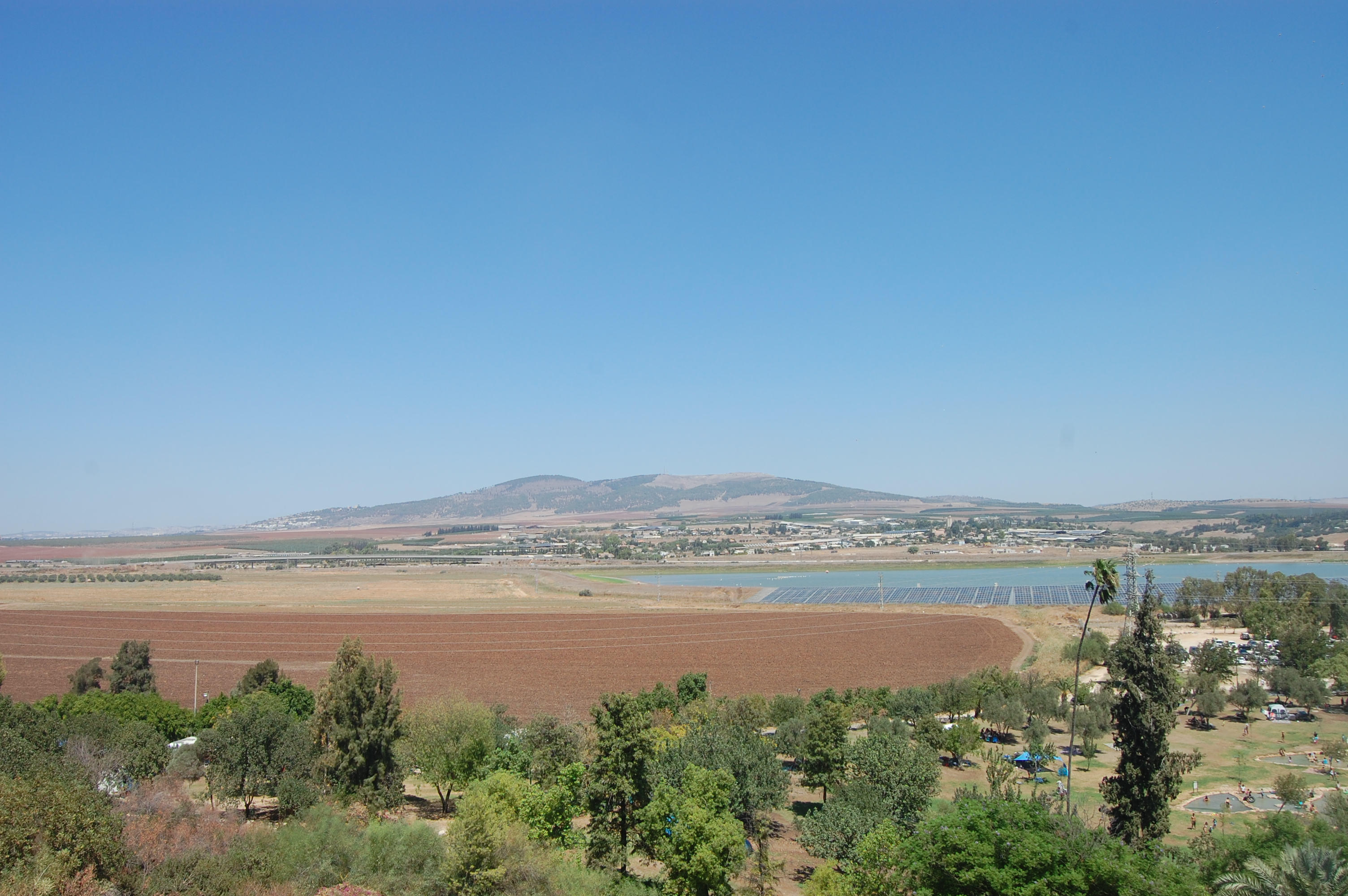
真南から（ギルボア山の最北端から撮影）

## イスラム廟
モレの近くにはアラブ人の村が、もともといくつかある。モレの丘はイスラム教のアラビア語ではジェベル・ダヒ（Jebel Dahi）と呼ばれていて、この丘の頂上にはダヒ預言者（Dihyah Kalbi）の小さい方の廟がある。